# Château de Crabillé
Le château de Crabillé (Crabillier ou Crabilhé) est un château situé à Montgesty, en France.

## Localisation
Le château est situé sur la commune de Montgesty, dans le département français du Lot.

## Historique
Le château a été construit en 1804 sur un ancien domaine agricole cultivé au XVIIIe siècle par les Bonafous, famille bourgeoise du Quercy. Avec le mariage en 1784 de Jean Bonafous (1757-1822), riche laboureur de Montgesty, avec Antoinette Murat (1759-1829), nièce de Joachim Murat, cette famille est alliée à la famille Murat. Jean Bonafous a alors été nommé aide de camp de Murat, puis colonel avant de devenir le chevalier de l'Empire Jean Bonafous de Crabillé.
À partir de 1804, Madame Bonafous a fait démolir les maisons du hameau pour édifier le château. Le château a reçu Caroline Bonaparte et Lannes. À la mort d'Antoinette Murat, le château est abandonné. Il est acquis en 1860 par deux agriculteurs qui l'ont divisé et transformé en ferme. Après la mort sans héritier d'un des propriétaires en 1930, une moitié du château va évoluer progressivement vers la ruine. L'autre moitié appartenant à Antoine Danthony fut transformée en hangar à tabac. 
Ce qui reste du château est racheté en 1961 et son nouveau propriétaire l'a restauré pour retrouver son aspect d'origine.
Les façades, la toiture et les communs sont inscrits au titre des monuments historiques le 1er avril 1993.

## Description
Le château est construit suivant un plan en U, avec le corps de logis principal encadré de deux pavillons. L'ensemble est couvert d'une toiture à la Mansart.